# ADSL
ADSL (ang. Asymmetric Digital Subscriber Line) je model tehnologije DSL, ki omogoča hitrejše prenašanje podatkov po bakreni telefonski zici (v nadaljevanju parice), kot navadni telefonski modem. Beseda asymmetric oz. asimetrija se pojavi zaradi velikih razlik pri prenosu podatkov. Možen je hiter prenos podatkov k uporabniku (t.i downstream) in relativno majhen od uporabnika (t. i. upstream). Prenosi k uporabniku dosežejo hitrost do 8 megabitov na sekundo (Mbit/s) in do 1 Mbit/s od uporabnika, odvisno od razdalje in značilnosti linije. Novejši različici sta ADSL2 in ADSL2+.

## Zgodovina
Narejen je bil kot konkurenčen izdelek kabelski TV v raziskovalnem inštitutu Bellcore Labs v New Jersey-ju  Arhivirano 2008-05-31 na Wayback Machine., saj je bil cilj telefonskim podjetjem, predvsem AT&T, da bi lahko njihovim končnim uporabnikom ponudili televizijske programe prek stare bakrene parice. Idejo je dobil Joe Leichleder leta 1987  Arhivirano 2008-05-31 na Wayback Machine., in sicer za pretvorbo analogne v sodobno digitalno prenosno tehnologijo na naročnikovem koncu. Začel se je tržit leta 1990 v ZDA, kjer ni požel dobrega uspeha kot alternativa kabelski televiziji, kot je bil njegov prvoten namen, ampak se je začel predvsem uveljavljati kot hitra povezava v internet. V Evropo je prišel na koncu devetdesetih let, predvsem pa se je začel množično širit po letu 2000. V Sloveniji ga je leta 2001 prvo začelo tržit podjetje SiOL in po podatkih Statističnega urada Republike Slovenije (SURS) je bil ADSL v 1. četrtletju 2005  z 59,52 odstotka najbolj razširjen dostop do interneta med širokopasovnimi povezavami v Sloveniji.

## Delovanje
ADSL modem, ki za svoje delovanje potrebuje analogni (POTS) ali digitalni (ISDN) telefonski priključek, razdeli telefonsko linijo na tri ločene informacijske kanale, vsako z različnimo zmogljivostjo in hitrostjo. 
Najmanjši za pretok analognega zvoka (telefonskega pogovora) je med frekvenčnim območjem 0 in 4 kHz, srednji med 25.875 kHz in 138 kHz se uporablja za prenos podatkov od uporabnika in največji med 138 kHz in 1104 kHz za prenos podatkov proti uporabniku. Vsak kanal je možno razdeliti še na več, počasnejših kanalov. Telefonski pogovorni kanal je ločen od digitalnega modema s pomočjo filtrov, kar preprečuje kakršnekoli motnje, tudi če modem odpove.

## Tehnologije
| Standard                 | Tip                | Prenos k uporabniku |  | Prenos od uporabnika |
| ANSI T1.413-1998 Issue 2 | ADSL               | 8 Mbit/s            |  | 1.0 Mbit/s           |
| ITU G.992.1              | ADSL (G.DMT)       | 8 Mbit/s            |  | 1.0 Mbit/s           |
| ITU G.992.2              | ADSL Lite (G.Lite) | 1.5 Mbit/s          |  | 0.5 Mbit/s           |
| ITU G.992.3/4            | ADSL2              | 12 Mbit/s           |  | 1.0 Mbit/s           |
| ITU G.992.3/4 Annex J    | ADSL2              | 12 Mbit/s           |  | 3.5 Mbit/s           |
| ITU G.992.5              | ADSL2+             | 24 Mbit/s           |  | 1.0 Mbit/s           |
| ITU G.992.5 Annex L      | ADSL2+             | 24 Mbit/s           |  | 3.5 Mbit/s           |